# Валсхајм
Валсхајм (њем. Walsheim) општина је у њемачкој савезној држави Рајна-Палатинат. Једно је од 74 општинска средишта округа Зидлихе Вајнштрасе. Према процјени из 2010. у општини је живјело 527 становника. Посједује регионалну шифру (AGS) 7337082.

## Географски и демографски подаци
Валсхајм се налази у савезној држави Рајна-Палатинат у округу Зидлихе Вајнштрасе. Општина се налази на надморској висини од 171 метра. Површина општине износи 5,2 km². У самом мјесту је, према процјени из 2010. године, живјело 527 становника. Просјечна густина становништва износи 102 становника/km².